# Георги Ивчев
Георги Александров Ивчев (21 март 1929 г. в село Дрен, Пернишко – 22 януари 2004, София) е български поет-сатирик.

## Биография
Завършва журналистика в СУ „Климент Охридски“. Работи като редактор в БТА, в хумористичната страница на в. „Вечерни новини“, в Главна редакция „Хумор, сатира и забава“ и в „Детска редакция“ на БНР. Член е на СБП.

## Творчество
Произведенията му участват в сборници и антологии с хумористични творби. Превеждан е на руски, украински, чешки, словашки, и румънски език. Той е и един от създателите на популярния Трендафил Акациев.
- Драматургия: либретист на сатиричната опера-буфа „Цар и Водопроводчик“ (продуцирана от БНР), на сатиричната опера „Бокачо“ и други.
- Сатиричните стихосбирки: „Ревю на парадни дрехи“ (1968), „На кон без юзда“ (1985).
- Стихосбирки за деца: „Миши късмет“ (1986), „Прозрачна приказка“ (1990).